# Johannes Rach
Johannes Rach (født 1721 i København, død 4. august 1783 i Batavia) var en dansk maler, som er kendt for sit samarbejde med Hans Heinrich Eegberg. De to er kendt for deres lidt ubehjælpsomme, men meget detaljerede malerier af 1700-tallets danske købstæder mm.
Rach var søn af værtshusholder, brændevinsbrænder Christoffer Rach og Anne Kirstine (Christine) Christensdotter. Han kom i lære hos hofskildrer Peter Wichmann 1736, var udlært 1742 og arbejdede et par år som malersvend fra 1742 sammen med Johan Georg Hertzog.
Rach rejste til Sankt Petersborg 1744-45 (rejsepenge bevilget 1742), var bosat i Forenede Nederlande fra 1750, hvor han formentlig ernærede sig som maler i Amsterdam og Haarlem, og blev gift ca. 1755 i Amsterdam (?) med Maria Willemina Valenziin, som overlevede ham.
Han var den tabende part i en arvestrid med sin stedmoder, og sikkert af denne grund gik Rach 1762 i nederlandsk militærtjeneste som kanonér på skibet Nord Nieuwland, der afsejlede fra Rotterdam. Via Madeira og St. Helena kom Rach til Kapstaden som kanonér 1762 og til Batavia (Jakarta) 1764, hvor han levede indtil sin død 1783. Formentlig kom han også til Japan ca. 1768.
1764 ansattes han som ekstraordinær fyrværker i artilleriet i Batavia, blev 1766 fænrik, 1778 artillerikaptajn og året efter major. Han blev også "Buitenregent der Hospitalen". Som militær udmærkede Rach sig ikke, for ved hans død var der betydelige mangler, som boet måtte dække. Ikke desto mindre døde han som en velhavende mand. Johannes Rach er bisat på den Forenede Nederlandske Kirkegård i Jakarta.

## De københavnske og danske prospekter
Rach og Eegbergs navne er helt og holdent knyttet til de malede prospekter, som de sammen udførte i årene 1747-1750, og som blev leveret til hoffet. I disse år boede Rach hos faderen, der holdt kro i sit hus "Engelsk Børs" på Østergade. Begge malere har signeret værkerne, og derfor kan deres indsats ikke skilles ad og bedømmes separat.
Malerierne fordeler sig på motiver fra København (75), danske købstæder og offentlige bygninger i øvrigt (52), enkelte norske og holstenske prospekter samt en serie på 33 malerier om samernes liv i Lapland.
Rach og Eegberg fik delvist motiverne udstukket af den lærde biskop og topografiske forfatter Erik Pontoppidan. Desuden er manget af malerierne baseret på samtidige grafiske forlæg, bl.a. Laurids de Thurahs Danske Vitruvius og Hafnia Hodierna samt for finlapmotivernes vedkommende skitserne til Knud Leem (no)s værk om samerne.
Selve kvaliteten af kompositionerne er ringe, med perspektiviske fejl mm. Men farverne gengiver præcist byhusenes farvesætning, personers klædedragt mm., og den topografiske værdi er stor.

## Senere værker
Rach fortsatte med at tegne og male, og der findes en del prospekter fra hans hånd med motiver fra Nederlandene, Madeira, St. Helena, Kapkolonien, de nederlandske kolonier i Østen og Japan. Det vides ikke, om det er kopier efter forlæg eller gengivelser af egne oplevelse. Disse billeder blev værdsat, og et udvalg blev udgivet af Det kgl. bataviske selskab for kunst og videnskab, som Rach var medlem af

## Værker
Af Eegbergs og Rachs samarbejde
- 177 malede prospekter udført på kgl. bestilling (1747-50, Nationalmuseet, enkelte i Københavns Museum)
- 33 malerier af samernes liv, efter skitser af Knud Leem (no) (Nationalmuseet, Etnografisk Samling)

Af Rach alene:
- Prospekter fra Forenede Nederlande, Madeira, St. Helena, de nederlandske kolonier i Sydafrika, Japan, Ostindien (museet i Rotterdam og tidligere nederlandske kolonier)

## Billeder
| - Værker af Johannes Rach – nogle med Hans Heinrich Eegberg - Ulfeldts Plads - dagens Gråbrødretorv, 1748. Tegning af Johannes Rach og Hans Heinrich Eegberg - Københavns Operahus bygget 1702 som teaterbygning, nu Østre Landsret i Bredgade Ca. 1748 - Københavns Havn med Langebro og Christian 4.s Bryghus i midten Skulpturen Leda og Svanen ses i højre side - Københavns Havn pg Slotsholmen set fra Christiansborg, 1750 På billedet ses "Leda og Svanen" som endnu ikke var fjernet - Det kongelige kanonstøberi "Gjethuset" på Kongens Nytorv, 1749 (med Eegberg) - Det Kongelige Kunstkammer, ca. 1749 - Amagertorv, 1750 (med Eegberg) - Kongens Nytorv, ca. 1750 Med anlægget 'Krinsen' og rytterstatuen af Christian 5. - Gammeltorv med Københavns Rådhus (1728-95) og Caritasbrønden, 1750 (med Eegberg) - Civilgardens hus i Kapstaden, 1764. Tegning - Batavia Castle (en), 1767. Slottets portal mod havet, "Waterpoort" (The sea-side portal of the Castle) - Rådhuset i Batavia, 1770 Stadhuis van Batavia((en) |